# 12.º arrondissement de Paris

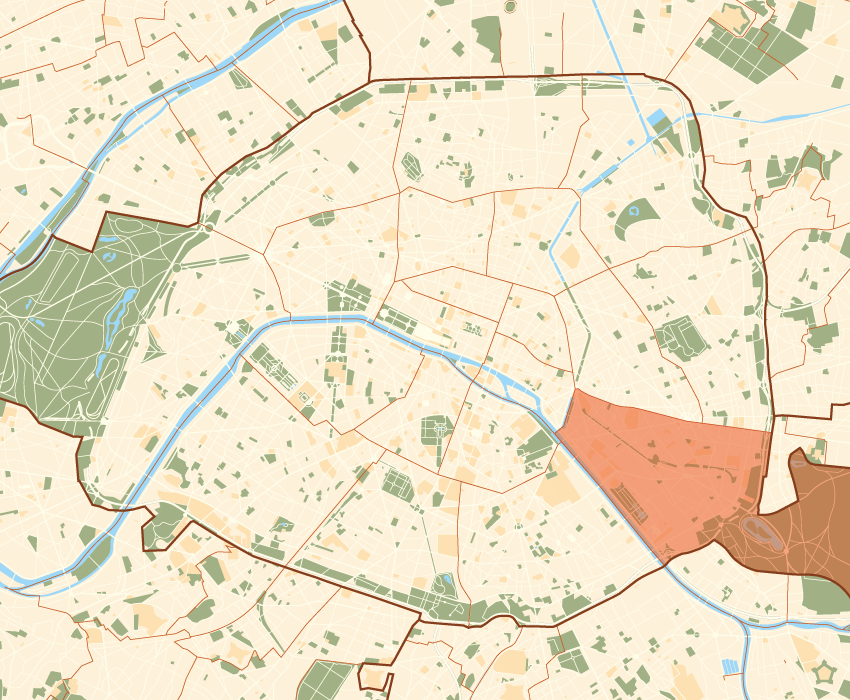
Mapa do 12.º arrondissement, assinalado a vermelho.

O 12.º arrondissement de Paris é um dos 20 arrondissements de Paris, situado na margem direita do rio Sena.

## Bairros
1. Quartier du Bel-Air
2. Quartier de Picpus
3. Quartier de Bercy
4. Quartier des Quinze-Vingts

## Demografia
Em 2009, a população era de 143 128 habitantes numa área de 6,37 km² (excluindo o bosque de Vincennes), com uma densidade de 22 469 hab./km².
| Ano                      | População | Densidade (hab./km²) |
| ------------------------ | --------- | -------------------- |
| 1872                     | 87 678    | 13 764               |
| 1936                     | 156 729   | 24 604               |
| 1954                     | 158 437   | 24 872               |
| 1962 (pico populacional) | 161 574   | 25 337               |
| 1968                     | 155 982   | 24 460               |
| 1975                     | 140 900   | 22 095               |
| 1982                     | 138 015   | 21 643               |
| 1990                     | 130 257   | 20 426               |
| 1999                     | 136 591   | 21 419               |
| 2006                     | 141 519   | 22 216               |
| 2009                     | 143 128   | 22 469               |

Fonte: INSEE, recenseamento da população